# Тенчо Кънев
Тенчо Кънев е български текстилен работник и кандидат-член на Централния комитет на Българската комунистическа партия, герой на социалистическия труд на България.

## Биография
Роден е на 4 декември 1929 г. в Сливен в семейството на текстилци. На 13 години започва работа във фабрика за текстил. През 1964 г. е обявен за почетен гражданин на Сливен. През 1966 г. е удостоен със званието „Герой на социалистическия труд“ и заедно с него орден „Георги Димитров“. В периода 25 април 1971 – 1990 г. е кандидат-член на ЦК на БКП. През 1978 г. става председател на Окръжния съвет на Българските професионални съюзи в Сливен. След 1990 г. става член на Българска комунистическа партия (Владимир Спасов). Умира на 29 май 2012 г. в Сливен.